# Colonia los Ríos
Colonia los Ríos är en ort i Mexiko.   Den ligger i kommunen Cuilápam de Guerrero och delstaten Oaxaca, i den sydöstra delen av landet, 400 km sydost om huvudstaden Mexico City. Colonia los Ríos ligger 1 552 meter över havet och antalet invånare är 463.
Terrängen runt Colonia los Ríos är varierad. Runt Colonia los Ríos är det tätbefolkat, med 570 invånare per kvadratkilometer. Närmaste större samhälle är Oaxaca de Juárez, 7,2 km nordost om Colonia los Ríos. I omgivningarna runt Colonia los Ríos växer huvudsakligen savannskog.